# Стир (вулкан)
Стир (англ. Mount Steere) — великий щитовий вулкан, друга за висотою вершина антарктичних гір Крері, у Землі Мері Берд в Антарктиді.

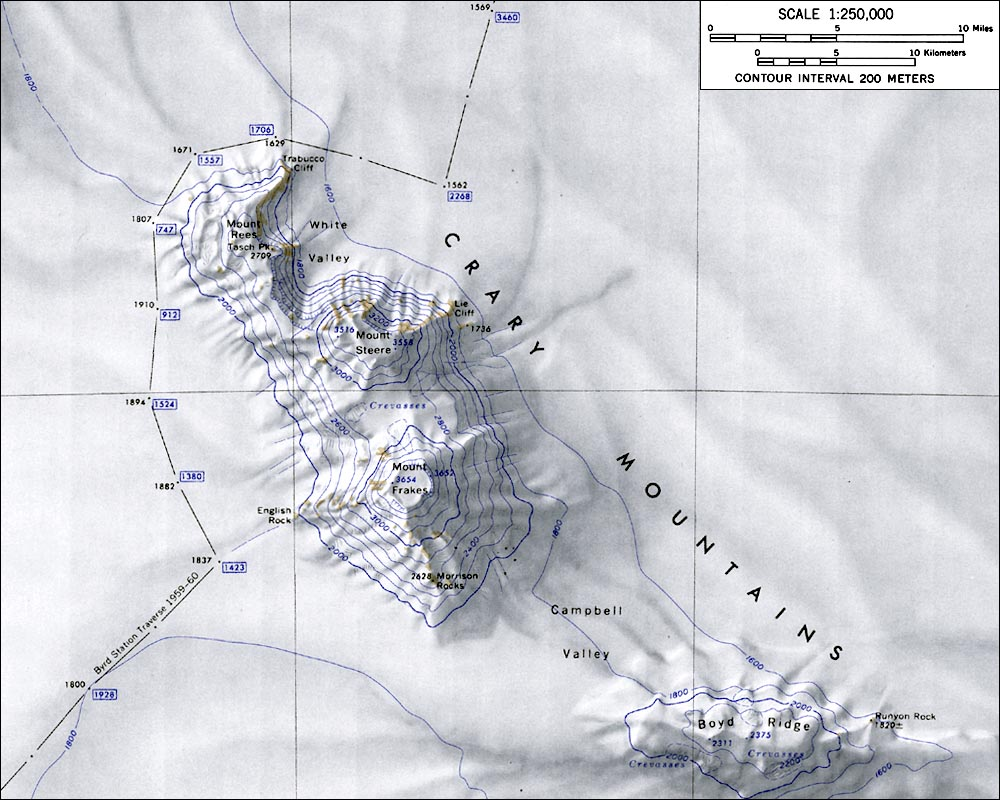
Топографічна мапа вулканів Фрейкс і Стир (масштаб 1:250,000)

Був досліджений Геологічною службою США (USGS) із землі і обстежений ВМС США з повітря, з виконанням аерофотозйомки, в 1959—1966 роках. Вулкан був названий, «Консультативним комітетом з назв в Антарктиці» (US-ACAN), на честь біолога Вільяма Стира, який працював на американській антарктичній станції Мак-Мердо в сезон 1964—1965 років. Вулкан розташований за 9 км на північ — північний захід від вулкана Фрейкс, за 116 км на південний захід від вулкана Тоней і за 155 км на захід — південний захід від вулкана Такахе в Землі Мері Берд.